# Johannes Willenbrink
Johannes Willenbrink (* 3. März 1930 in Berlin; † 17. Juni 2008 in Bad Honnef) war ein deutscher Biologe.

## Leben
Johannes Willenbrink studierte Biologie und Chemie an der Otto-Friedrich-Universität Bamberg und wurde 1956 an der Rheinischen Friedrich-Wilhelms-Universität Bonn mit einer Arbeit über die Hemmung des Stofftransports in den Siebröhren durch lokale Inaktivierung verschiedener Atmungsenzyme bei W. Schumacher zum Dr. rer. nat. promoviert. Von 1957 bis 1960 war er in der pharmakologischen Abteilung bei der Berliner Schering AG tätig. Ab 1961 war Willenbrink Assistent, Dozent und apl. Professor am Botanischen Institut der Universität Bonn. 1964 habilitierte er sich mit der Schrift Zum Stoffwechsel der Schwefelverbindungen in der höheren Pflanze.
Willenbrink wurde 1971 zum ordentlichen Professor an der Mathematisch-Naturwissenschaftlichen Fakultät am Institut für Botanik der Universität zu Köln berufen, zudem zum Direktor am Botanischen Institut der Universität Köln. Von 1986 bis 1988 war er Dekan der Fakultät.
Er war bis 2002 Vorstandsmitglied der KölnPUB – Publikum und Biotechnologie e.V. Er war stellvertretender Vorsitzender des Vereins Freundeskreis Botanischer Garten Köln.
Seine Forschungsgebiete waren die Stofftransporte in Pflanzen bsp. die Assimilation von Kohlenstoff und der Assimilattransport in Koniferen unter dem Einfluss von Luftschadstoffen und die physiologischen Methoden zur Frühindikation neuartiger Waldschäden an Fichten; Spezialgebiet war die Photosynthese bei benthischen Algen.
Er war seit 1949 Mitglied der katholischen Studentenverbindung K.D.St.V. Fredericia Bamberg im CV.